# Callionymus altipinnis
Callionymus altipinnis là một loài cá biển thuộc chi Callionymus trong họ Cá đàn lia. Loài này được mô tả lần đầu tiên vào năm 2000.

## Phân bố và môi trường sống
C. altipinnis có phạm vi phân bố ở Tây Thái Bình Dương. Loài này được tìm thấy ở Biển Đông.